# Martina Winkler
Martina Winkler (* 1970) ist eine deutsche Historikerin, die sich in ihrer Forschung hauptsächlich mit Osteuropa bzw. Ostmitteleuropa beschäftigt.
Martina Winkler studierte von 1989 bis 1994 Geschichte, Literaturwissenschaft und Teilgebiete des Rechts an der Freien Universität Berlin sowie der University of London. Im Anschluss daran war sie als wissenschaftliche Referentin am Brandenburgischen Landtag tätig. Sie promovierte von 1996 bis 1999 an der Universität Leipzig (Thema: Karel Kramář (1860–1937). Selbstbild, Fremdwahrnehmungen und Modernisierungsverständnis eines tschechischen Politikers) und war danach dort bis 2003 wissenschaftliche Mitarbeiterin. In dieser Phase ging Winkler als Fedor-Lynen-Stipendiatin der Alexander-von-Humboldt-Stiftung an die Stanford University.
In den folgenden Jahren war sie an der Humboldt-Universität zu Berlin tätig, verbrachte jedoch ebenfalls wieder einige Zeit im Ausland, so als Post-Doc-Stipendiatin des Deutschen Historischen Institutes in Moskau und nochmals in Stanford als International Fellow des Stanford Humanities Center und Freeman Spogli Institute. Von 2008 bis 2012 vertrat sie die Professur für Geschichte Osteuropas an der Universität Münster; im Jahr 2010 hielt sie sich als Gastwissenschaftlerin an der Universität Leipzig auf. 2013 ging sie als Lecturer an die Loughborough University in Großbritannien. Noch im gleichen Jahr wurde sie zur Professorin für Kulturgeschichte Ostmitteleuropas mit Schwerpunkt Geschichte der ČSSR an der Universität Bremen ernannt. Sie hat 2017 einen Ruf an die Christian-Albrechts-Universität zu Kiel auf die W3-Professur für die Geschichte Osteuropas angenommen.

## Schriften (Auswahl)
- Peter I. – Zar und Kaiser. Eine Biografie, Böhlau, Köln 2024, ISBN 978-3-412-53034-1.
- Windeln wechseln für den Sozialismus? Elternratgeber in der Tschechoslowakei (1948–1989). In: Zeithistorische Forschungen, 2020, 17, S. 445–476.
- Panzer in Prag. Der fotografische Blick auf die Invasion von 1968. C.W. Leske Verlag, Düsseldorf 2018, ISBN 978-3-946595-09-0.
- Kindheitsgeschichte. Eine Einführung. Vandenhoeck & Ruprecht, Göttingen 2017, ISBN 978-3-525-30106-7.
- Das Imperium und die Seeotter. Die Expansion Russlands in den nordpazifischen Raum, 1700–1867. Göttingen 2016, ISBN 978-3-525-30177-7.
- gemeinsam mit Alexander Kraus: Weltmeere – Wissen und Wahrnehmung im langen 19. Jahrhundert. Göttingen 2014.
- Burning Bush – Die Helden von Prag. HBO verfilmt ein zentrales Erinnerungsmoment der tschechischen Geschichte. In: Zeitgeschichte-online, März 2014.
- Karel Kramář (1860–1937). Selbstbild, Fremdwahrnehmungen und Modernisierungsverständnis eines tschechischen Politikers. München 2002 (Dissertation).
- Imagining the Arctic, the Russian Way. Concepts and Projects for the Arctic Ocean in the Eighteenth Century. In: New Global Studies, 2012, 7, Heft 2, S. 73–100.
- als Herausgeberin: Die Ereignisse von 1812 in europäisch-komparativer Perspektive. In: Comparativ, 2012, 22, 3, S. 14–30.
- Nationale Identität revisited: Die Tschechen und „ihr“ Švejk. In: Iris Schröder, Hannes Siegrist (Hrsg.): Europa und die Europäer. Steiner, Stuttgart 2005, ISBN 3-515-08691-9, S. 230–236 (Festschrift für Hartmut Kaelble zum 65. Geburtstag).
- Slowakeiforschung in Nordamerika. In: Bohemia, 2003, 44, Heft 2, S. 342–355.
- Der Fluch der Rückständigkeit. Vergleichende Ansätze in der Rechtsgeschichte. In: Comparativ, 2000, 10, Heft 4, S. 103–116.